# Edward Lee Thorndike
Edward Lee Thorndike (Williamsburg, Massachusetts, 1874. augusztus 31. – Montrose, New York, 1949. augusztus 9.) amerikai pszichológus, aki az állatok viselkedésének vizsgálatával foglalkozott, s lefektette a modern tanuláslélektan tudományos alapjait.

## Életútja, munkaállomásai

### Gyermekkor és oktatás
Thorndike Williamsburgban, Massachusetts államban született 1874. augusztus 31-én egy metodista lelkész fiaként. Édesapja egyháza akkori szokása szerint minden második, illetve harmadik évben egy másik új-angliai városba telepítette át családját.
Thorndike tanult a Roxbury Latin Iskolában (1891) a Massachusetts állambeli Roxbury-ben, a Wesleyan Egyetemen (B.S. 1895), a Harvard Egyetemen (M.A. 1897), és a Columbia Egyetemen (PhD. 1898).
Diplomaszerzés után Thorndike visszatért eredeti érdeklődési területéhez, a tanuláslélektanhoz. 1898-ban PhD fokozatot szerzett a Columbia Egyetemen James McKeen Cattell felügyelete mellett, aki a pszichometria egyik alapító atyja.
Edward Thorndike az összehasonlító pszichológia amerikai úttörőjévé vált, és nagy tiszteletnek örvendett a Columbia Egyetemen.

### Tanuláslélektan
Az 1910-es évektől Thorndike mint neveléslélektan-professzor elsősorban humán kísérletekkel foglalkozott és tankönyveket írt. Annak a máig érvényes hitnek az elindítója, hogy a tanuláslélektan az emberi, sőt egyenesen az iskolai tanulás modelljévé és magyarázó elvévé tehető. Thorndike úgy képviselte ezt, hogy közben józan önmérséklettel nem csatlakozott a behaviorista mozgalomhoz.
A képességek terén és a mentális mérés fejlesztésében is sokat tett. Az egyéni különbségekre kiterjesztett funkcionalista gondolkodás élharcosa. Az intelligencia általános faktorát hirdetőkkel szemben ő a többfaktoros elképzelések első propagátorai közé tartozott, miközben, akárcsak Stanley Hall vagy James McKeen Cattell (1860-1944), s eltérően a behavioristáktól, ő is hitt a különbségek javarészt genetikai meghatározottságában. Az optimizmust azonban az adta számára, hogy attól, hogy valaki gyenge például aritmetikában, még lehet például gazdag szókincse.

### Thorndike pszichológiája
Thorndike szerint a pszichológia az inger-válasz (stimulus-response; S-R) kapcsolat vizsgálata, és azt feltételezte, hogy a magatartás lebontható az ilyen asszociációk, vagy ahogyan ő nevezte, konnekciók sorozatára. Mindazonáltal Thorndike S-R kötés elképzelése szélesebb volt, mint azt időnként kritikusai felrótták neki. Elképzeléseibe nemcsak a diszkrét jelenségek közötti kapcsolatok fértek bele, hanem az olyan asszociációtípusok is, melyekre Dewey reflexíve az egyik legjobb példa.
A kapcsolatok gyakran olyan hosszú sorozatokban fordulnak elő, melyekben az egyik helyzetre adott válasz egy másik választ előidéző helyzetet eredményez és így tovább. Ezek eredhetnek egy helyzet valamely részéből, eleméből, vagy éppen jellemzőjéből, éppúgy, ahogyan a helyzet egészéből… Az összekapcsolódó dolgok lehetnek halvány viszonylatok, vagy megfoghatatlan attitűdök és intenciók (Thorndike, 1949, 81. o.).
Thorndike elképzelései szerint az S-R kapcsolatok a próba-szerencse tanulás néven ismertté vált módon alakulnak ki. Thorndike tanuláselmélete annyira jelentősnek bizonyult, hogy még az ezzel egyet nem értő pszichológusok is azt mondhatták: „Az állati tanulás pszichológiája – nem említve a gyermeki tanulás pszichológiáját – máig is Thorndike hatásköreibe tartozik, ő mondja ki a végső szót, legfeljebb csak azzal próbálkozhatunk, hogy tökéletesítsük elképzeléseit” (Tolman, 1938, 11. o.).

### Instrumentális kondicionálás és az effektus törvénye
1898-ban megjelent Thorndike híres munkája az állati értelemről, mely az „Asszociatív folyamatok az állatoknál” alcímet viseli. Thorndike kísérletsorozatával kezdődött el az instrumentális kondicionálás tanulmányozása. A darwini evolúciós gondolatokért lelkesedő Thorndike azt akarta kimutatni, hogy az állatoknál a tanulás éppúgy állandóan jelen van, mint az embereknél.
Tipikus kísérletei a következőképpen zajlottak: éhes macskát helyeznek egy egyszerű retesszel csukódó ajtajú ketrecbe, és egy darab halat tesznek a rácsokon kívülre, a ketrec ajtajához közel. Kezdetben a macska megpróbálja a rácsok között átdugott mancsával bepiszkálni az ételt, majd amikor ez nem megy, körbejárja a ketrecet, és a legváltozatosabb viselkedésekkel próbálkozik. Egyszer el fog érkezni az a pillanat, amikor véletlenül rácsap a reteszre, az ajtó feltárul, az állat pedig kimegy, és megeszi a halat. Ezután a kutatók visszateszik a macskát a ketrecbe, és újabb haldarabot helyeznek el kívül. A macska nagyjából a korábbival megegyező viselkedéssort hajtja végre, amíg véletlenül ismét rá nem csap a reteszre. Az eljárást újra és újra megismétlik, egészen addig, míg a próbák sorozata folyamán a macska fokozatosan el nem hagyja irreleváns viselkedéseinek többségét, és ketrecbe helyezését követően azonnal ki nem nyitja a reteszt és ki nem szabadul.
A macska tehát az élelem megszerzése érdekében tanulja meg kinyitni a reteszt.
Úgy tűnhet, a macska értelmesen cselekszik, Thorndike azonban hangsúlyozta, hogy az eseményekhez az „értelemnek” kevés köze van. Nincs egyetlen olyan pillanat sem, amikor a macskának lenne valamilyen elképzelése a probléma megoldását illetően; cselekvése fokozatosan csiszolódik ki a próbák folyamán. Viselkedése leginkább próba-szerencse jellegű (az eredeti angol névben a helyes és helytelen próbálkozások arányát jobban érezékelteti a „trial and error”, próba-hiba módszer), amelynek egyes elemei azáltal erősödnek meg, hogy közvetlenül jutalom követi őket. Az ilyen megerősítést nevezte Thorndike az effektus törvényének. Thorndike szerint az effektus törvénye a véletlenszerű válaszok közül csak azt válogatja ki, amelyek pozitív következményekkel járnak. Vagyis a tanulást a motiváció irányítja. A folyamat valójában az evolúcióhoz hasonló, ahol a túlélést és a rátermettséget biztosító gének fognak a különböző generációkon keresztül kiválasztódni (Schwartz, 1989).
Az effektus törvénye, mely a tanuláslélektan vízválasztója, megosztotta a tudósokat. Watson „szubjektivitása” miatt vetette el, Gutherie és a kognitív tanuláselméletek a puszta érintkezés jelentőségét állítják szembe vele, Hull közvetítésével pedig a tanulás neurofiziológiájának egyik kulcskérdésévé vált. Ma már nehéz elhinni, hogy ezek a klasszikus kísérletek lakások (például Thorndike tanára, William James lakása) pincéiben, zöldséges ládákból összeeszkábált „problémadobozokban” folytak.

### Eredményei
Edward Lee Thorndike azt feltételezte, hogy az állatoknál éppúgy jelen van a tanulás, mint az embereknél. Híres vizsgálatában (1898), mely a viselkedés következményein alapuló próba-szerencse tanulás koncepciójának kialakulásához vezetett, Thorndike nagy gondot fordított arra, hogy az állati teljesítmény magyarázatában azzal az alternatívával is éljen, hogy az állatnak talán nincsenek is képzetei és emlékei, pusztán érzéki és motoros impulzusok kapcsolódnak össze náluk. 
Legnagyobb eredménye, hogy lefektette a modern tanuláslélektan tudományos alapjait.

## Thorndike és más kutatók
1. C. Lloyd Morgan brit összehasonlító pszichológus, Thorndike tanára volt. 1896-ban Morgan a Harvardon adta elő csirkéken végzett kísérletét. Thorndike-ra nagy hatással volt, és hamarosan elkezdte saját vizsgálatait csirkék és egyéb állatok intelligenciájához kapcsolódóan, melyek 1898-ban a híres effektus-törvény megfogalmazásához vezettek.
2. Woodworth-tal együtt kidolgozta a transzfer (egyik tanulási feladat hatása a következőre) vizsgálatok módszerét, s ennek során Woodworth cáfolta a formális képzés nevelési doktrináját, miszerint minden tanulásnak jobbító hatása lenne minden másik tanulásra. A témát Thorndike továbbvitte nevelési célzatú tanuláslélektanában, hangsúlyozva, hogy a transzferhez közös elemek kellenek.
3. G. Stanley Hall amerikai pszichológus dicsőségének végéhez többek között Thorndike is hozzájárult, amikor Adolescence című könyvéről negatív kritikát adott, és egy magánlevélben úgy jellemezte Hall könyvét, mint ami „tele van hibával, maszturbációval és Jézussal. Ez egy őrült” (Ross, 1972, 385. o.). Rekapitulációs elméletét is elvetette, mivel szerinte az elmélet valójában retorikai erejének köszönheti sikerét, semmint érvényességének.
4. B. F. Skinner tanuláselmélete számtalan tekintetben Thorndike elméletének kiterjesztése, és maga Skinner is elismerte, hogy legnagyobb pszichológiai hozzájárulása az volt, hogy komolyan vette Thorndike effektustörvényét.

## Thorndike hatása
Thorndike rendkívül termékeny alkotó volt, átlagosan havonta jelentetett meg egy-egy művet, melyek közül sok az előadásainak tankönyvváltozata volt. Mint elmagyarázta, „számomra mindig vonzóbbnak tűnt, ha az instruktor fehéren feketén adta közre elképzeléseit, és nem követelte meg a jegyzetelés fáradságos és hibák kockázatával járó munkáját” (Thorndike, 1936, 266. o.). Amellett, hogy könyvei gyorsan a csúcsra röpítették – Catell 1921-es közlése szerint Thorndike már évekkel korábban az első helyre került az amerikai tudós férfiak között, amely anyagilag is jó helyzetbe hozta. Egyedül 1924-ben a szerzői jogdíjakból származó bevételei ötszörösen meghaladták professzori fizetését.
Thorndike tanuláselméletének, speciális készségek tanulására irányuló vizsgálatainak, számos oktatási segédanyagának, valamint az intelligenciakutatásának köszönhetően különösen a neveléspszichológiában bizonyult befolyásosnak.
Termékenységének és eredetiségének köszönhetően Thorndike élete során számos kitüntetést, elismerést kapott. 1912-ben Amerikai Pszichológiai Társaság elnökévé választották, 1917-ben tagja lett a Nemzeti Tudományos Akadémiának, majd 2. elnöke lett a Pszichometriai Társaságnak és 1925-ben az oktatás terén elnyert eredményeiért a Columbia Egyetemen megkapta a Butler-kitüntetést. 1934-től Thorndike volt az Amerikai Szövetség a Tudományos Haladásért szervezet elnöke.

## Kötetei (válogatás)
- Educational psychology (Neveléslélektan, 1903)
- Introduction to the Theory of Mental and Social Measurements (Bevezetés a mentális és a szociális mérések elméletébe, 1904)
- The Elements of Psychology (Pszichológiai elemek, 1905)
- Animal Intelligence (Állati intelligencia, 1911)
- The Psychology of Arithmetic (A matematika pszichológiája, 1922)
- The Measurement of Intelligence (Az intelligencia mérése, 1927)
- A Teacher's Word Book of the Twenty Thousand Words Found Most Frequently and Widely in General Reading for Children and Young People (Tanári szószedet húszezer szóról, melyek leggyakrabban és legszélesebb körben használatosak gyermekek és fiatalok körében, 1932)
- The Fundamentals of Learning (A tanulás alapjai, 1932)
- The Psychology of Wants, Interests, and Attitudes (Az akarat, az érdeklődés és a hozzáállás pszichológiája, 1935)
- The Teacher's Word Book of 30000 Words (co-authored with Irving Lorge) (Szószedet tanároknak 30000 szóval, Irving Lorge társszerzővel, 1944)